# Марбах-ам-Неккар
Марбах-ам-Неккар (нем. Marbach am Neckar), Марбах на Неккаре — город в Германии (ФРГ), в земле (государстве) Баден-Вюртемберг.
Город подчинён административному округу Штутгарт. Входит в состав района Людвигсбург. Население составляет 15 510 человек (на 31 декабря 2010 года). Занимает площадь 18,06 км². Официальный код — 08 1 18 049.

## История
В немецкой земле, в Вюртемберге, где весною так чудесно цветут придорожные акации, а осенью яблоневые и грушевые деревья гнутся под изобилием зрелых плодов, есть городок Марбах. Он из числа маленьких, неважных городков, но расположен очень живописно у реки Неккара, что стремглав бежит мимо городов, старых рыцарских замков и зелёных виноградников, торопясь слить свои воды с гордым Рейном.— Ханс Кристиан Андерсен, перевод Анна Васильевна Ганзен, «Старый церковный колокол» Написано для «Шиллеровского альбома», 1861 год.
Марбах (Marbach) в долине Неккара основан римлянами.
В средневековье Марбах получил, в 1009 году, городские права от епископа Шпейера Вальтера Марктрехта. Примерно в середине XIII столетия эти права были подтверждены герцогами Тек. Марбах владение герцогов Текских. Марбах был приобретён у герцогов Текских ландфохтом в Швабии Эберхардом I Светлым. Позже почти все владения Эберхарда I были заняты императором, но позже в течение трех лет с 1313 года по 1316 год он вернул все свои земли. После его смерти все земли перешли к его сыну, Ульриху III. После гибель Ульриха III, в 1344 году, в Эльзасе, все его земли и имущество в совместном правлении Эберхарда II и Ульриха IV. XIV столетии город центр собственного административного округа.
В 1758 году оберамт Марбах. 18 марта 1806 года оберамт был значительно расширен.
В 1816—1817 годах в результате неурожая в городе и землях вокруг разразился голод. Голод, и религиозная напряженность между поместной церковью и пиетистами привели многих жителей к эмиграции в Россию. В это же время город впервые вышел за пределы своего средневекового расположения, в районе Верхних ворот возник пригород. В 1828 году до этого независимый муниципалитет Зигельхаузен был присоединен к Марбаху. Ещё неурожайные годы привели к голоду 1846—1847 годов, которые привели к возобновлению эмиграции, теперь уже в Северную Америку. В результате эмиграции население Марбаха с 1846 года по 1861 год сократилось более чем на десять процентов и составило около 2 200 человек.
На окончание XIX столетия Марбах (Marbach), город в Вюртембергском королевстве, при слиянии Мурра с Неккаром, в котором проживало 2 307 жителей (на 1890 год). За городом красивая церковь XV столетия, с большим колоколом «Конкордия» — в честь Фридриха Шиллера.
На начало XX столетия Марбахе, проживало около 3 000 жителей. В городе находился Шиллеровский музей. Поэту поставлен памятник.
Оберамт Марбах в 1938 году был полностью распущен.

## Известные уроженцы
- В Марбахе 10 ноября 1759 года родился выдающийся немецкий поэт-романтик, и драматург Фридрих Шиллер[6]. Хотя Шиллер уехал из города ещё ребёнком, в городе находится Национальный музей Шиллера и немецкий Литературный архив — один из главных архивов истории литературы в Германии.
- В городе также родился знаменитый немецкий картограф и астроном Тобиас Майер.

## В астрономии
В честь города назван астероид (565) Марбахия, открытый в 1905 году.

## Фотографии

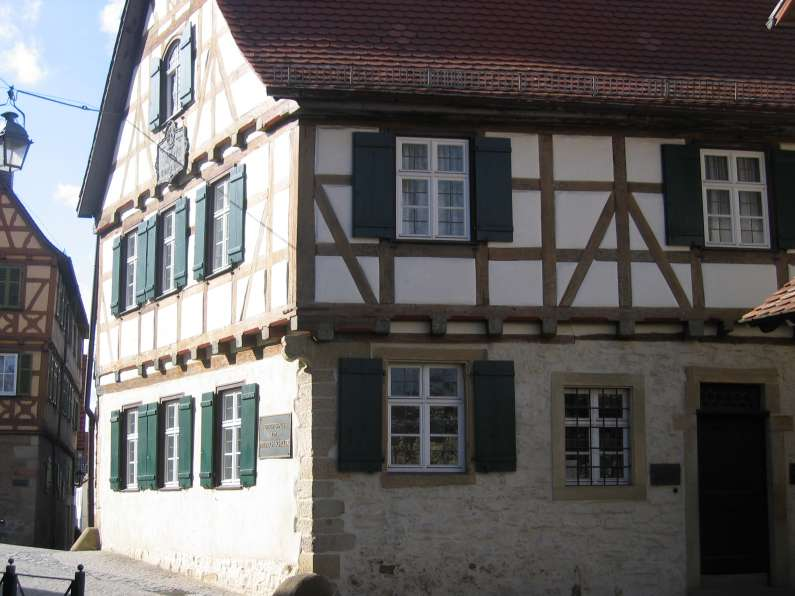
Дом в Марбахе, где родился Фридрих Шиллер
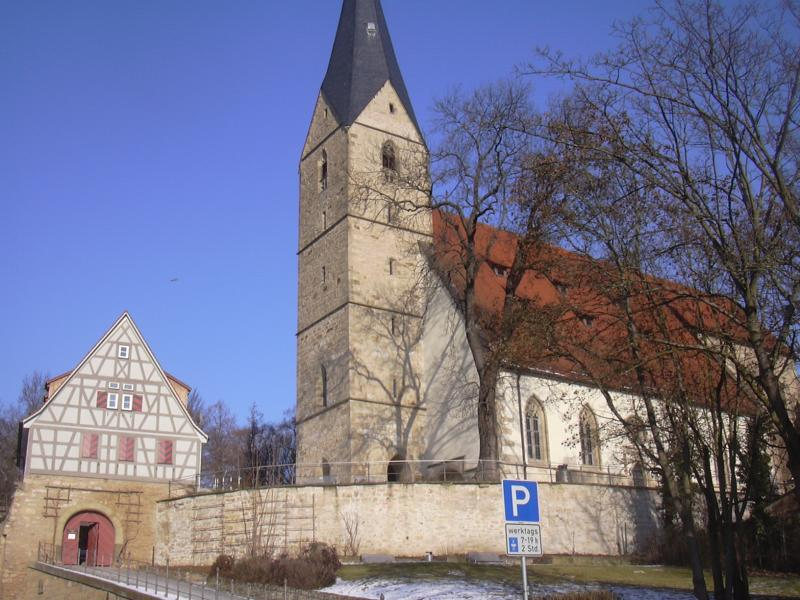
Церковь Святого Александра
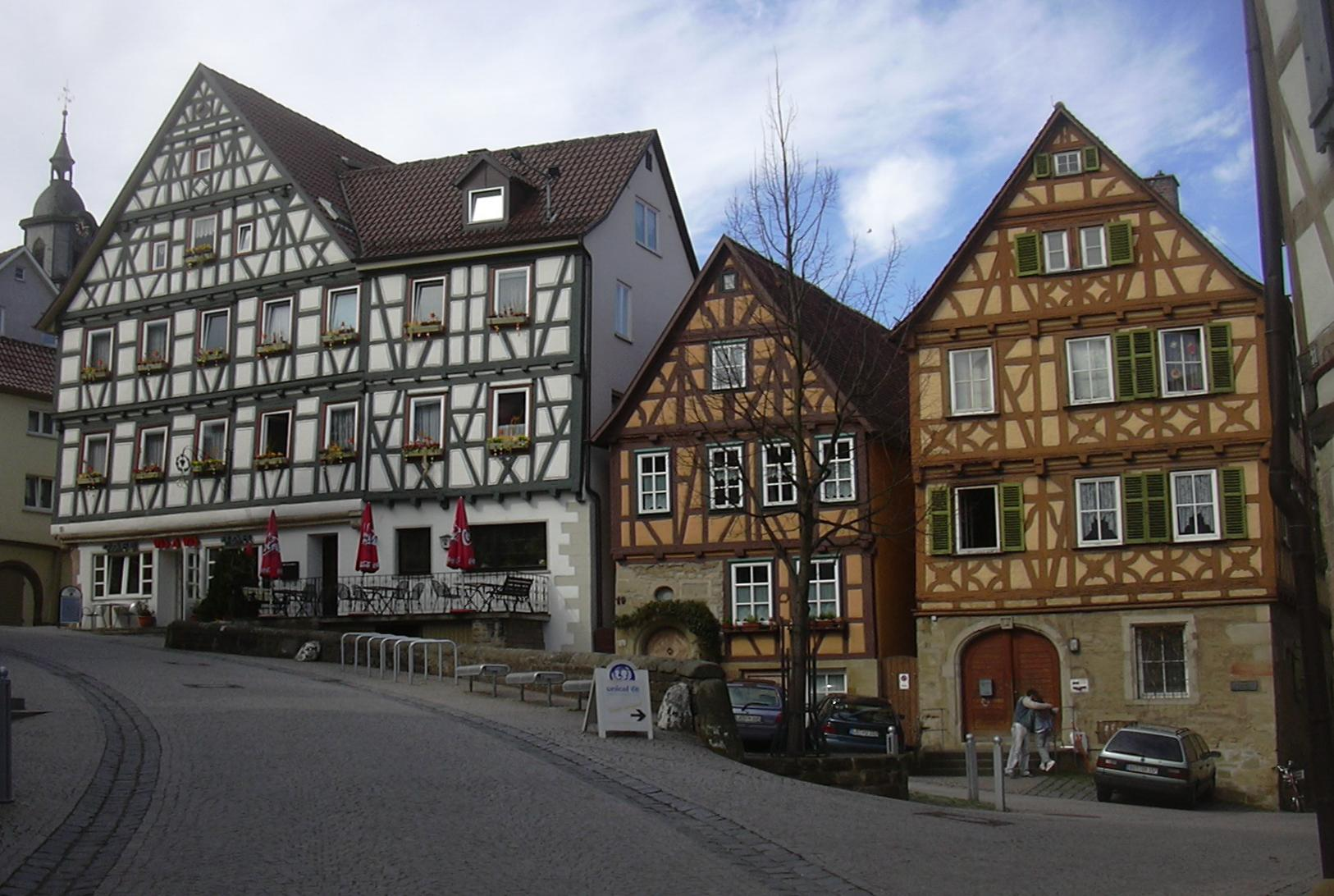
Никласторштрассе
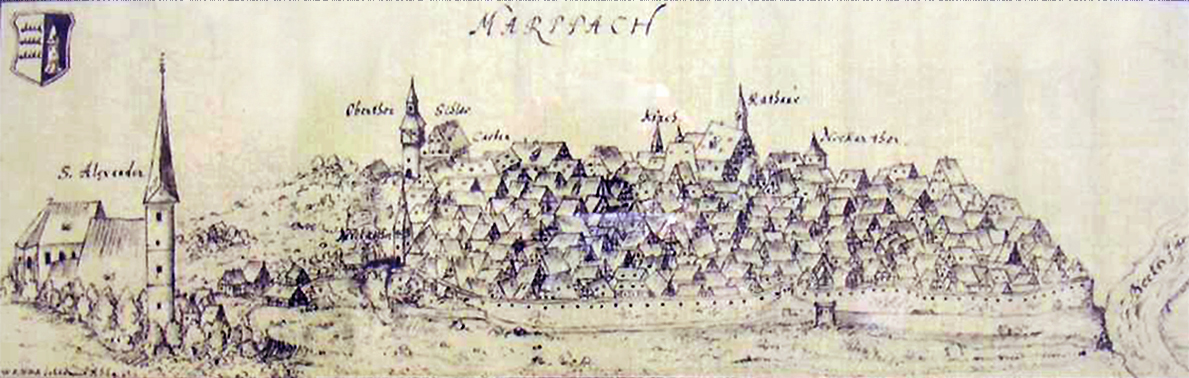
Марбах в 1664 году
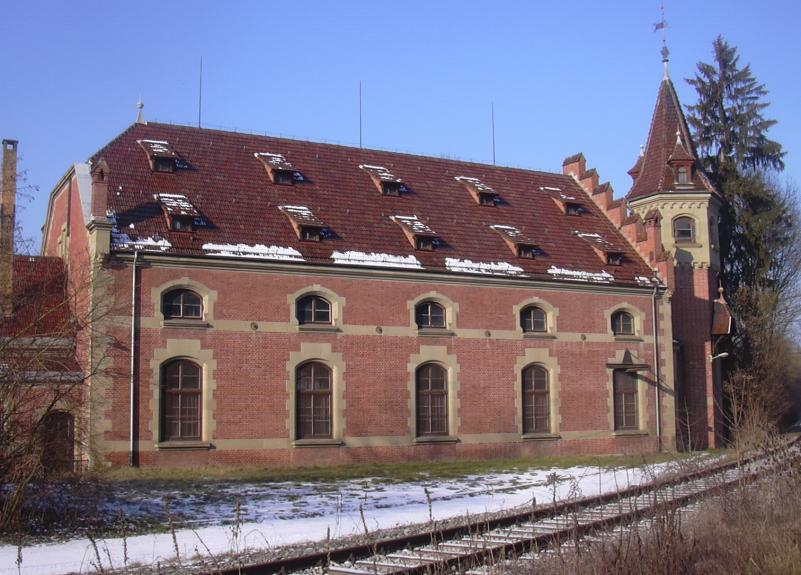
Гидроэлектростанция
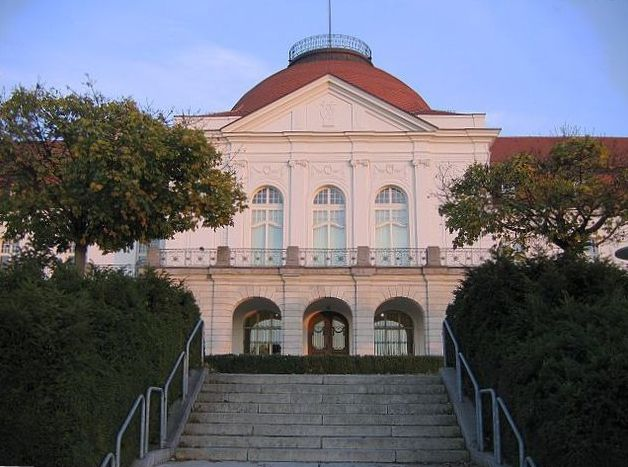
Национальный музей Шиллера
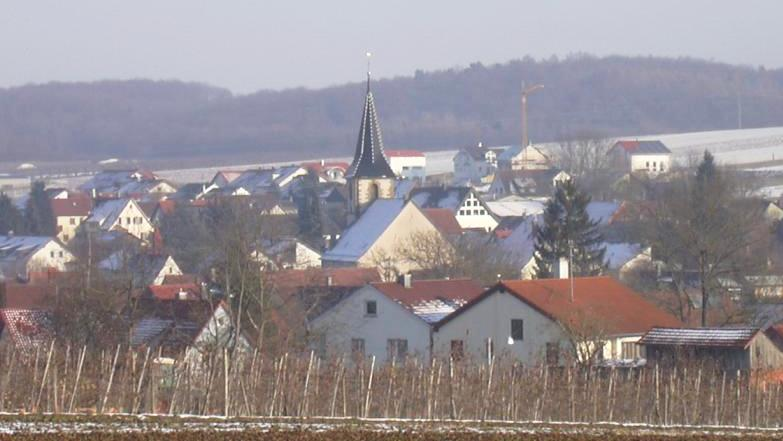
вид на деревню Рилингсхаузен (около Марбаха) с юго-запада
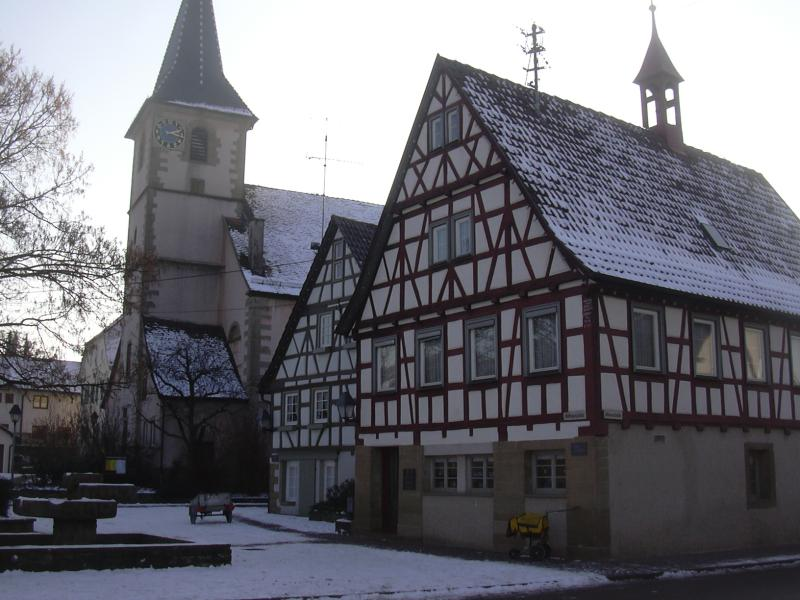
Ратуша
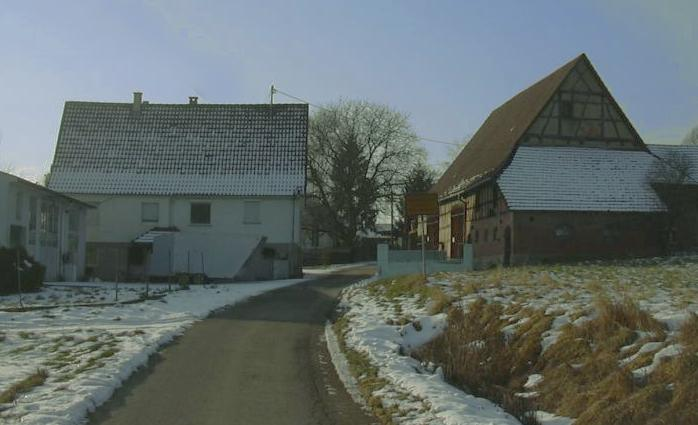
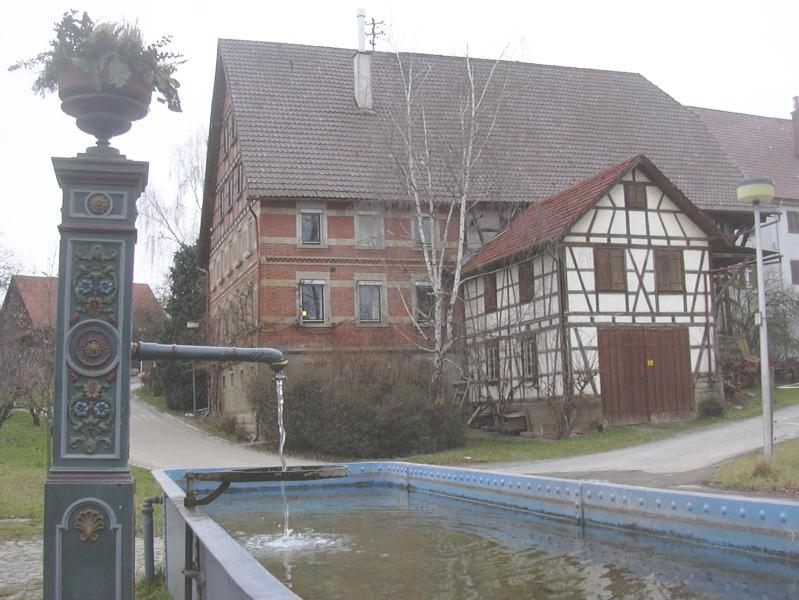
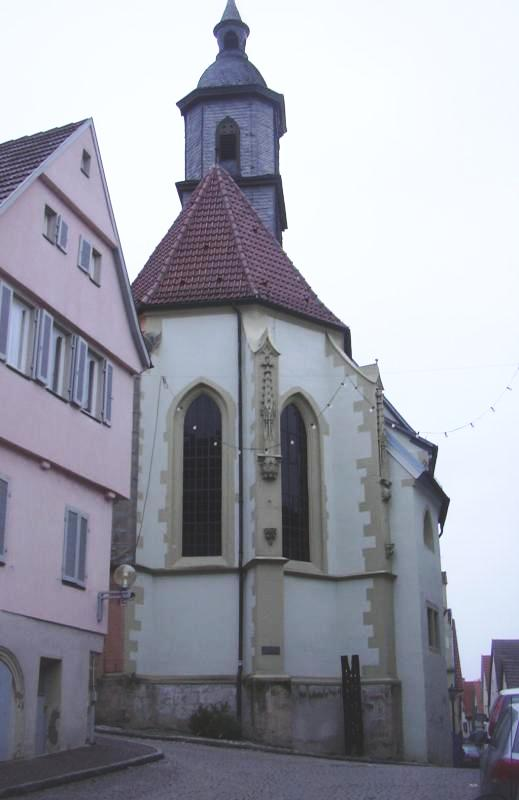
Приходская церковь
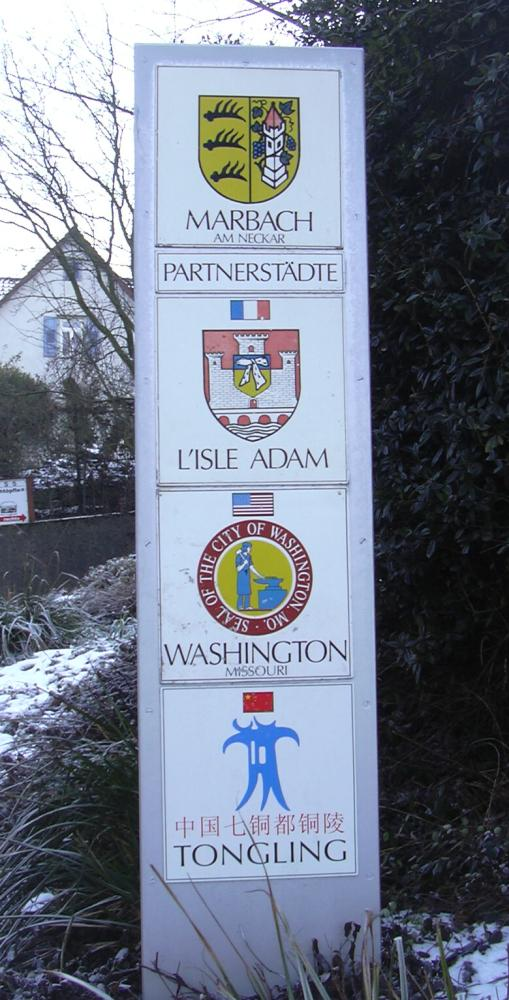
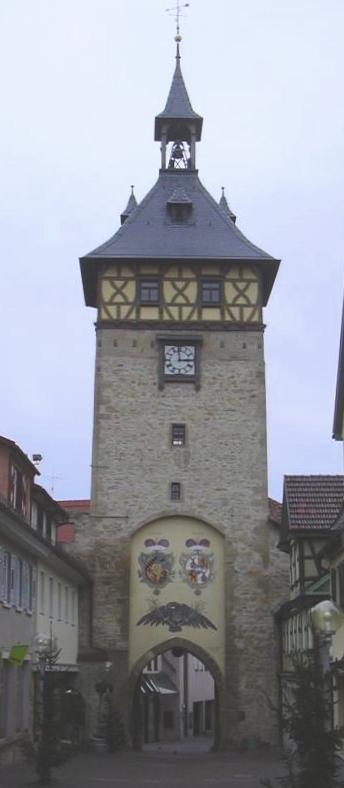
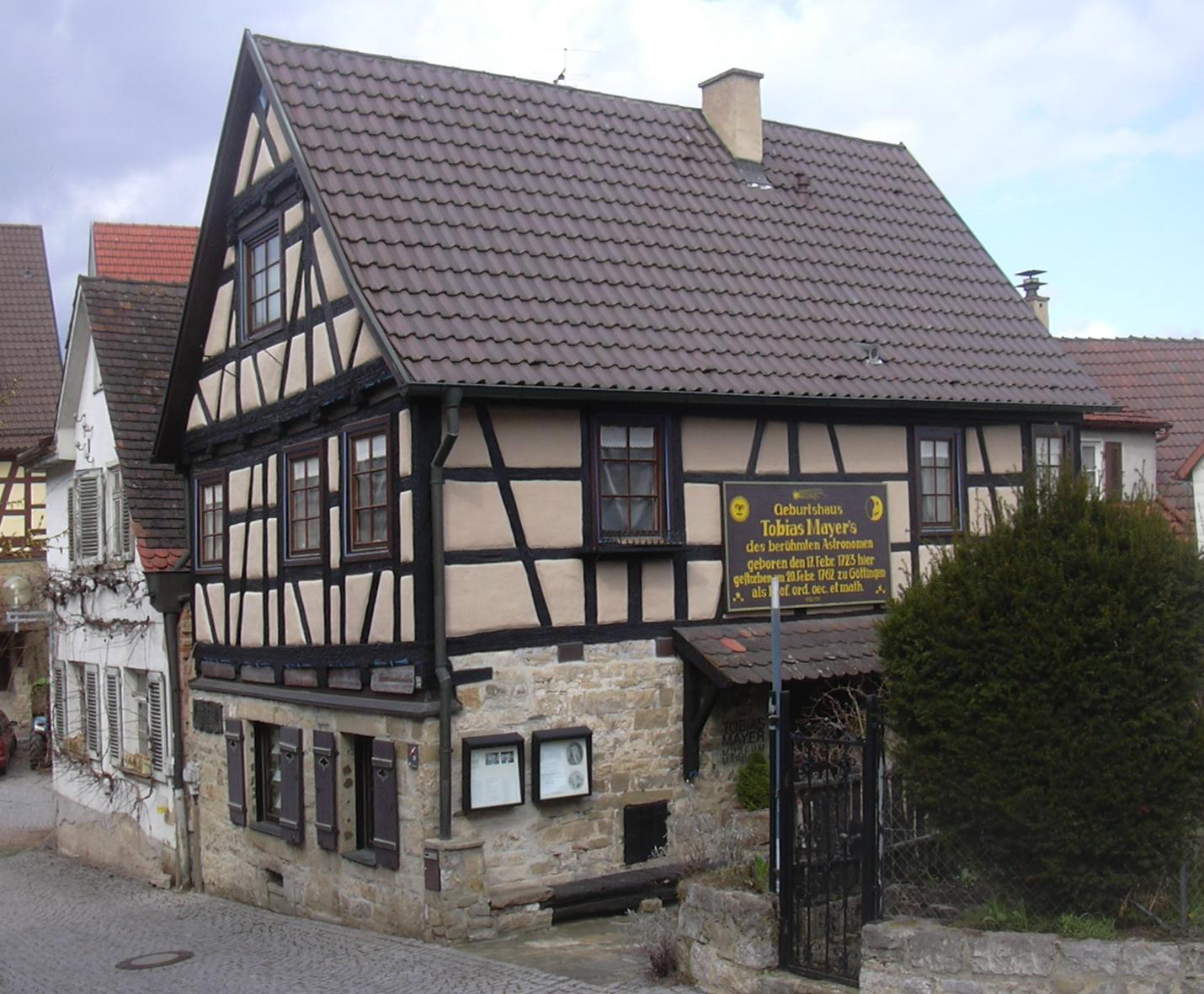
Дом, в котором родился астроном Тобиас Майер в Марбахе
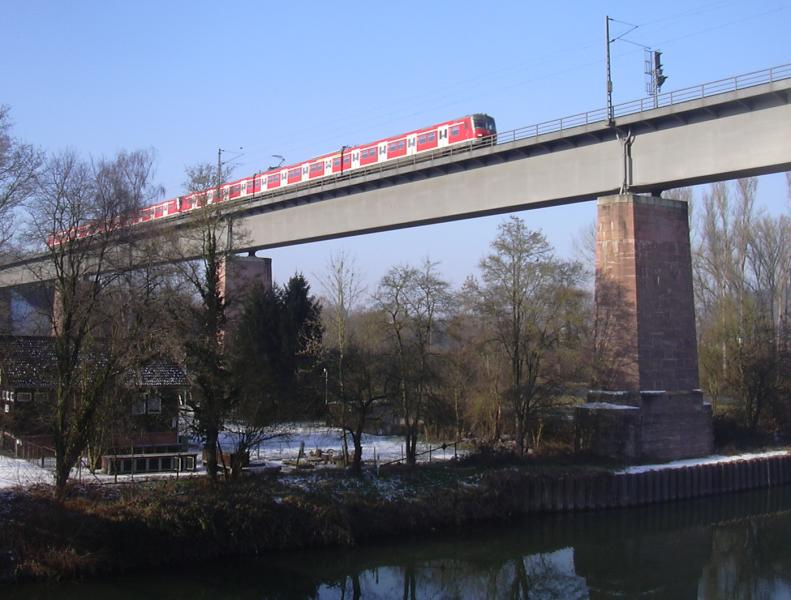
Железнодорожный мост
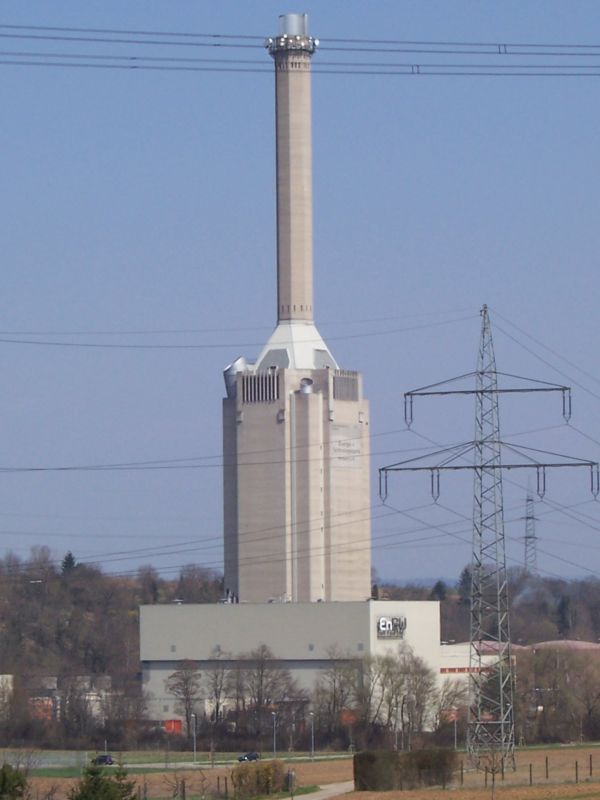
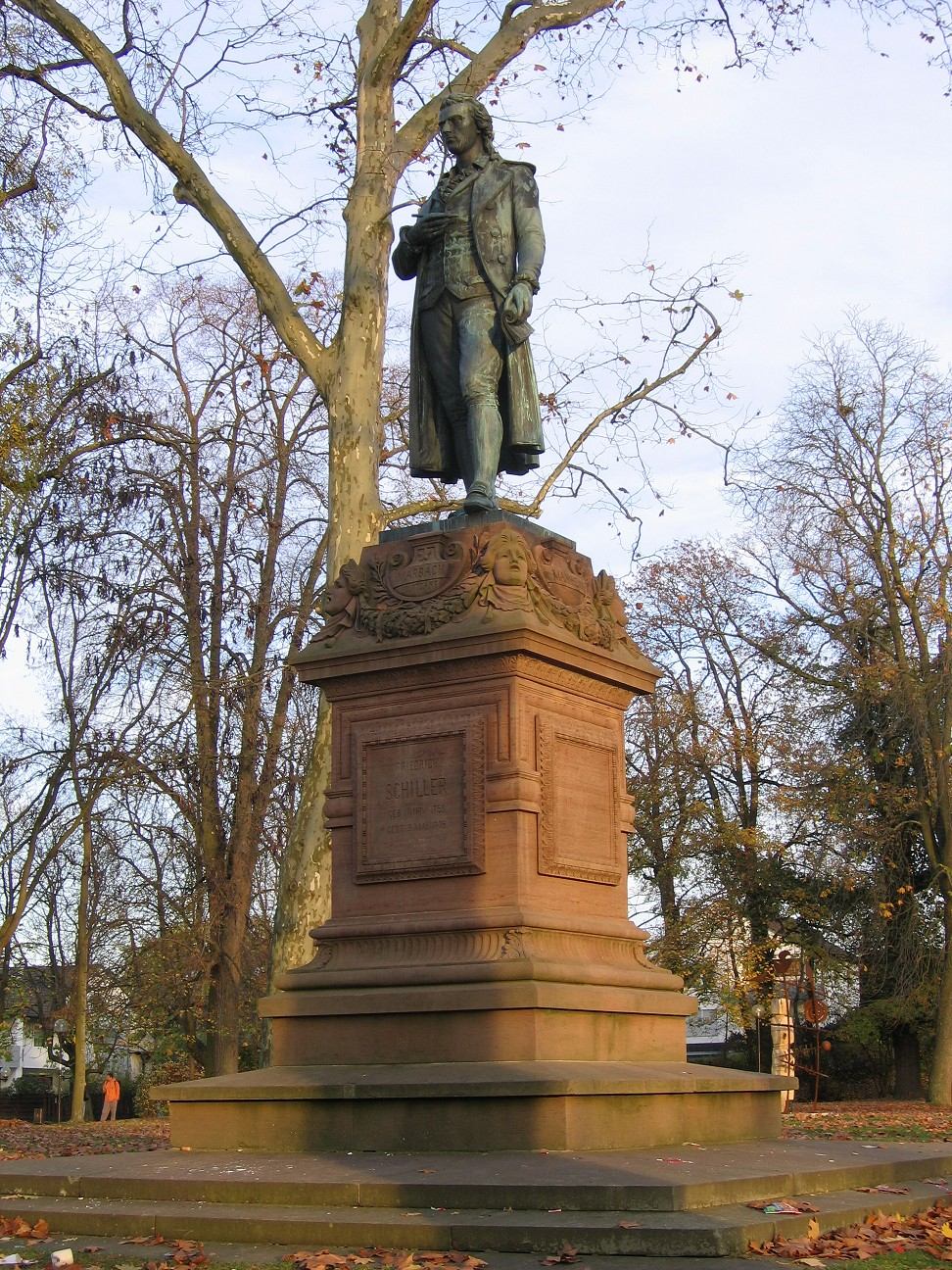
Памятник Шиллеру